# Тиханки, Клаудио
Клаудио Тиханки (таг. Claudio Teehankee; 18 апреля 1918, Манила — 27 ноября 1989, Нью-Йорк, США) — филиппинский юрист, дипломатический и государственный деятель, судья, председатель Верховного суда Филиппин. Министр юстиции Филиппин (5 августа 1967-16 декабря 1969)

## Биография
Китаец по происхождению. Его отец был соратником Сунь Ятсена, принимал активное участие в революционной борьбе за освобождение Китая, эмигрировал на Филиппины.
К. Тиханки изучал право в Университете Атенео-де-Манила. В 1938 году стал бакалавром искусств, позже в 1940 г. получил степень бакалавра права. Был принят в коллегию адвокатов Филиппин.
При президенте Ф. Маркосе в 1967 году занял пост министра юстиции, в 1987—1988 годах — председатель
Верховного суда Филиппин Филиппин.
После выхода на пенсию был назначен Постоянным представителем Филиппин при ООН.
Умер от рака в Нью-Йорке.

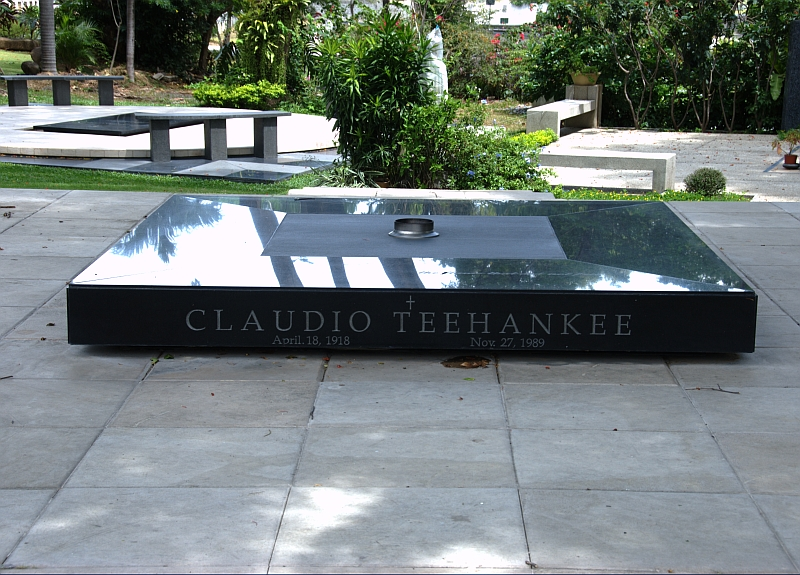
Могила К. Тиханки на Кладбище Героев в Тагиге

Похоронен на Кладбище Героев в Тагиге.

## Награды
- Шеф-командор Ордена «Легион почёта» (Филиппины)